# Verdrag van Boves
Het Verdrag van Boves (ook wel vrede van Boves of vrede van Amiens genoemd) was een in juli 1185 afgesloten vredesverdrag tussen koning Filips II van Frankrijk en de graaf van Vlaanderen, Filips van de Elzas, te Boves.
Het verdrag moest een einde maken aan het conflict dat was ontstaan tussen Filips II Augustus en zijn leenman over de erfenis van deze laatste zijn in 1183 overleden vrouw Elisabeth van Vermandois. Filips van de Elzas had reeds voor haar dood het bestuur van de door zijn vrouw geërfde graafschappen Vermandois, Valois en Amiens in handen gehad en bleef deze ook na haar dood besturen. Maar Eleonora van Vermandois, Elisabeths zus en echtgenote van Mathieu III de Beaumont-sur-Oise, grootkamenier van Frankrijk, maakte ook aanspraak op deze gebieden en Filips II Augustus had beloofd haar rechten te verdedigen.
De graaf weigerde echter Vermandois af te staan de koning (1183/1184) en bereidde zich voor op de oorlog. Daarom deed Filips van de Elzas in 1183 een inval in het graafschap Valois, waarbij hij Dammartin-en-Goële en Bethisy-Saint-Pierre belegerde en afbrandde. Hij bedreigde zelfs Parijs.
In 1185 belegerde Filips II Augustus het door de graaf van Vlaanderen versterkte kasteel van Boves. Filips van de Elzas kwam naar Boves en zette er zijn kamp op in de buurt van dat van de koning. Hij wist zich vervolgens een wapenstilstand van acht dagen te bekomen en onderwierp zich.
Rigord spreekt echter niet over een oorlog en zegt enkel dat de graaf zich onderwierp toen hij zag dat de koning een leger verzamelde.

## Overeenkomst
Filips moest het graafschap Valois en een groot deel van het graafschap Vermandois - inclusief Ribemont - afstaan aan Eleonora van Vermandois, terwijl hij het graafschap Amiens en de heerlijkheden Montdidier, Roye en Thourotte moest afstaan aan de koning. Bovendien werd bevestigd dat het graafschap Artesië, dat Filips van de Elzas in 1180 aan zijn nicht Isabella van Henegouwen als bruidsschat had meegegeven bij haar huwelijk met Filips II Augustus, definitief toeviel aan de Franse kroon. Filips van de Elzas behield evenwel van het graafschap Vermandois de gebieden rond Saint-Quentin en Péronne tot aan zijn dood (1191).